# Peta Hughes
Peta Hughes (* 29. März 1987 in Nambour) ist eine ehemalige australische Squashspielerin.

## Karriere
Peta Hughes spielte von 2005 bis 2007 auf der WSA World Tour und gewann in dieser Zeit einen Titel. Sie sicherte sich im Juni 2007 den Titel bei den Naracoorte Open. Darüber hinaus erreichte sie drei weitere Finals auf der World Tour, ebenfalls allesamt in Australien. Ihre höchste Platzierung in der Weltrangliste erreichte sie mit Rang 35 im Oktober 2007. Hughes vertrat Australien bei den Weltmeisterschaften im Doppel und Mixed 2006, kam im Doppel aber nicht über die erste Runde hinaus.

## Erfolge
- Gewonnene WSA-Titel: 1